# Język yalë
Język yalë (a. yadë), także nagatman (a. nagatiman) − język izolowany używany w prowincji Sandaun w Papui-Nowej Gwinei. Liczba użytkowników w 1991 roku wynosiła ok. 600 osób.
Istnieją pewne nieopublikowane materiały nt. tego języka, opracowane przez badaczy z Summer Institute of Linguistics. Na poziomie typologii wykazuje podobieństwa do języka busa. Wielu użytkowników busa zna również yalë.